# Gaspar de Gama
Pour les articles homonymes, voir Gama.
Pour l’article ayant un titre homophone, voir Gamma.
Gaspar de Gama né à Poznań en Pologne ou à Alexandrie en Égypte en 1444, décédé à Calicut en Inde ou à Lisbonne au Portugal, entre 1510 et 1520, est un marchand d'origine juive qui servit d'interprète et rendit de nombreux services aux Portugais après avoir été embarqué sur la flotte de Vasco de Gama retournant de son premier voyage d'Europe vers l'Inde. 
Il a la réputation de parler plusieurs langues orientales. Il voyagea plusieurs fois entre l'Europe et l'Inde avec la flotte portugaise et participa au voyage de Pedro Álvares Cabral qui découvrit le Brésil. 

## Biographie

### Avant sa rencontre avec les Portugais
Son nom d'origine est inconnu. Il apparait sous le nom de "Gaspar de Gama" ou "Gaspar des Indes" dans les chroniques et rapports de découverte rédigés par Gaspar Correia, Fernão Lopes de Castanheda, Jerónimo Osório, Damião de Góis et Álvaro Velho, mais est connu par les Indiens sous le nom de Mahmet. Certaines sources le confondent avec Gaspar de Lemos, un marin portugais qui commandait un des bateaux de la flotte qui découvrit le Brésil. D'autres sources le nomme "Gaspar de Almeida" en raison de son amitié avec Francisco de Almeida, premier vice-roi des Indes.
Il existe plusieurs versions de sa vie avant sa rencontre avec Vasco de Gama en Inde,, dont certaines proviennent de Gaspar de Gama lui-même, mais dans lesquelles il a certainement caché certains faits importuns de son passé. Le chroniqueur Gaspar Correia indique que lorsqu'il a été trouvé par les Portugais, Gaspar de Gama était le capitaine de la flotte de  Yusuf Âdil Shâh, le sultan de Bijapur, gouverneur arabe de Goa en Inde. Damião de Góis dit que Gaspar de Gama était un Juif né à Poznań dans le royaume de Pologne, et qu'à l'époque il ne parlait pas l'espagnol mais le vénitien, la langue principalement utilisée à l'époque pour les négociations dans les villes commerciales de l'Europe de l'Est. Barros rapporte que Gaspar de Gama lui aurait dit lui-même que ses parents étaient de Bosna ou Posner, c'est-à-dire de Poznań en Pologne. Quand les Juifs furent expulsés de la ville, ses parents émigrèrent à Jérusalem, puis à Alexandrie où serait né Gaspar. Elias Lipiner (1916-1998), historien spécialiste de la vie des Juifs au Portugal, qui a étudié les documents des différents chroniqueurs de la période des Grandes découvertes, pense que la version de João de Barros est la plus vraisemblable et que Gaspar da Gama est né en Égypte à Alexandrie aux alentours de 1458. Suivant les routes commerciales des Juifs Radhanites, il part en Inde très jeune où il s'installe comme négociant. D'autres historiens, comme Arnold Wiznitzer, pensent qu'il est né à Grenade en Espagne ou vers 1440 en Bosnie (confusion peut-être avec le nom Poznań).

### Rencontre avec les Portugais
En 1498, sur son chemin de retour, la flotte de Vasco de Gama accoste sur l'île d'Anjidiv, à environ 30 kilomètres des côtes de Goa. Gaspar de Gama, sans avoir été invité, monte à bord du bateau de Vasco de Gama et demande à s'installer pour revoir son Espagne natale,. Il a alors plus de cinquante ans, avec une barbe blanche et des manières plus sophistiquées que les Indiens de la région. Comme le rapporte Álvaro Velho, secrétaire de la flotte portugaise, Gaspar de Gama aurait dit qu'il « travaillait pour un puissant seigneur qui possède une armée de plus de 40 000 cavaliers et qu'apprenant leur venue, il avait demandé de les voir. Sinon il serait mort de tristesse ». 
Vasco de Gama fait semblant de le croire mais envoie discrètement des hommes sur l'île d'Anjidiv pour obtenir des informations sur le visiteur. Quelques commerçants fiables les informent que Gaspar de Gama est un espion préparant une attaque surprise. À la suite de cela, Vasco de Gama fait fouetter le visiteur et l'interroge sous la torture. Après lui avoir versé de l'huile bouillante sur la peau, Gaspar de Gama assure qu'il est un Juif de Grenade qui s'est converti au christianisme et qui après un voyage en Turquie et à la Mecque, s'est installé en Inde, et qu'il n'a aucun plan d'attaquer les Portugais. Après douze jours d'interrogatoire sous la torture, Vasco de  Gama estime que le prisonnier dit la vérité et lui offre alors du fromage et deux petits pains. Mais Vasco de Gama décide de garder Gaspar prisonnier et de le ramener au Portugal, considérant que sa connaissance de l'Orient ne peut qu'être utile.
Pendant le long trajet de retour, Gaspar de Gama se lie d'amitié avec les Portugais et notamment avec Vasco de Gama qui lui fait alors comprendre tout l'intérêt qu'il aurait à se convertir au catholicisme. L'année suivante, il est baptisé, Vasco de Gama devient son parrain et lui donne son nom. Son prénom Gaspar est choisi comme référence à ses origines, étant le nom d'un des trois Rois mages venant de l'Est, qui rendirent visite à Jésus.

### Au Portugal et de retour en Inde
Le roi Manuel 1er du Portugal apprécie Gaspar de Gama et l'appelle souvent à la cour pour écouter des histoires sur sa vie et les coutumes des personnes qu'il a fréquenté en Orient. Les Portugais restent méfiants car ils continuent à le soupçonner d'être un espion arabe, mais en même temps, ils reconnaissent sa valeur, car ayant commercé dans certains de leurs établissements en Inde, il parle le latin, l'arabe, l'italien, le castillan, le portugais et plusieurs langages de l'Inde. Pour cette raison, le roi Manuel 1er le nomme conseiller et traducteur de la seconde flotte appareillant vers l'Inde sous les ordres de Pedro Álvares Cabral.
Toujours avec un bonnet sur la tête et habillé d'une toile de lin blanc, Gaspar de Gama est la personne la plus exotique de la flotte de Pedro Álvares Cabral. Bien qu'il ne soit pas le seul traducteur lors de l'expédition qui découvrit le Brésil, Il est l'interprête principal avec Gonçalo Madeira lors des négociations commerciales entre les Portugais et les indiens du Brésil. En Inde, Gaspar de Gama remplit pleinement sa mission lors des négociations entre les Portugais et les rajas de Calicut et de Cochin, grâce à ses talents d'interprète et ses connaissances des coutumes indiennes et de géopolitique.    
Il retourne au Portugal de son plein gré avec Pedro Álvares Cabral. En 1501, la flotte rencontre près de Beseguiche (aujourd'hui Dakar, capitale du Sénégal), la flotte de Gaspar de Lemos envoyée par le roi du Portugal pour explorer les nouvelles terres découvertes du Brésil. C'est lors de discussions de Gaspar de Gama et d'autres membres de l'expédition avec le florentin Amerigo Vespucci qui accompagnait Gaspar de Lemos, que se forgea la certitude que les terres découvertes par Christophe Colomb n'étaient pas les Indes mais un nouveau continent. 
En 1502, Gaspar de Gama participe à un autre voyage vers les Indes sous les ordres de Vasco de Gama, et de nouveau en 1505 avec Francisco de Almeida, le vice-roi nouvellement nommé. Lors de ces expéditions, il apprend quelques langues africaines.
Il participe aux expéditions indiennes des Portugais qui essayèrent de conquérir Hormuz en 1508 et Calicut en 1510, où certains affirment qu'il meurt. D'autres pensent qu'il retourne au Portugal et y décède. L'année de sa mort varie de 1510 à 1515 et même en 1520 où il aurait eu près de 80 ans. Le changement du nom de Terra de Santa Cruz en Brésil est attribué par certains à Gaspar da Gama et à Fernão de Noronha, tous les deux d'origine juive, mais manque de base historique: le nom Brésil venant du négoce important de pernambouc appelé en portugais pau-brasil.